# Chiesa di Santa Maria (Mercatale Val di Pesa)
La chiesa di Santa Maria è un edificio sacro situato in piazza Vittorio Veneto a Mercatale in Val di Pesa, nel comune di San Casciano in Val di Pesa.

## Storia
Fu fondata nel 1594 quale oratorio della Compagnia del Sacramento; nel 1786 grazie all'accresciuta popolazione di Mercatale vi venne trasferita la sede della parrocchia.
Nel 1839 diventa nuovamente insufficiente ai bisogni della popolazione e viene riedificata a spese del Granduca Leopoldo II.
Restaurata nel 1964. In quell'occasione è stata ripristinata la semplice facciata originaria al posto di quella realizzata negli anni quaranta del XX secolo.

## Descrizione
La chiesa ha un curioso impianto ad unica navata nella parte iniziale per poi diventare a tre navate nella parte presbiterale.
Al suo interno sono conservate tre sinopie provenienti da alcuni tabernacoli dei dintorni, tutti attribuiti alla scuola fiorentina e realizzati nella prima metà del XV secolo.
Le sinopie sono:
- Madonna col bambino, San Francesco e San Domenico , attribuito a Paolo Schiavo e proveniente dal tabernacolo di Coltifredi;
- Sposalizio mistico di Santa Caterina, Santa Maria Maddalena e due angeli, attribuito a un Maestro fiorentino del XV secolo e proveniente dal tabernacolo di Crespello;
- Madonna col Bambino, San'Anna e San Leonardo, attribuito al Maestro della Crocifissione Grigg; risale al XIV secolo e proviene dall'Oratorio di Sant'Anna, oggi ridotto ad un rudere.

È inoltre presente una croce astile  in rame, è di ambito fiorentino, realizzata tra il XIV e il XV secolo, presenta incisi i simboli dei quattro evangelisti, .

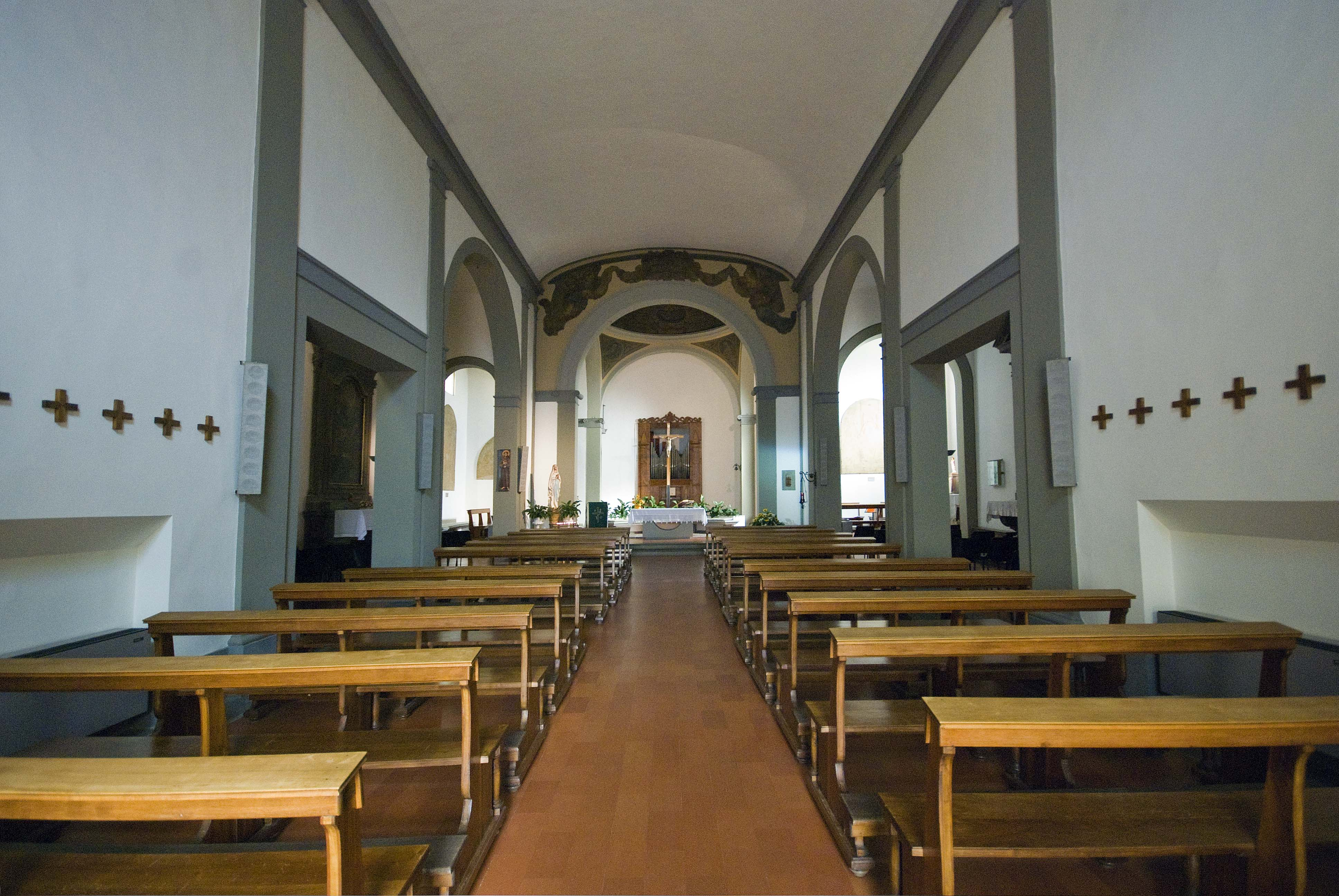
Interno della chiesa
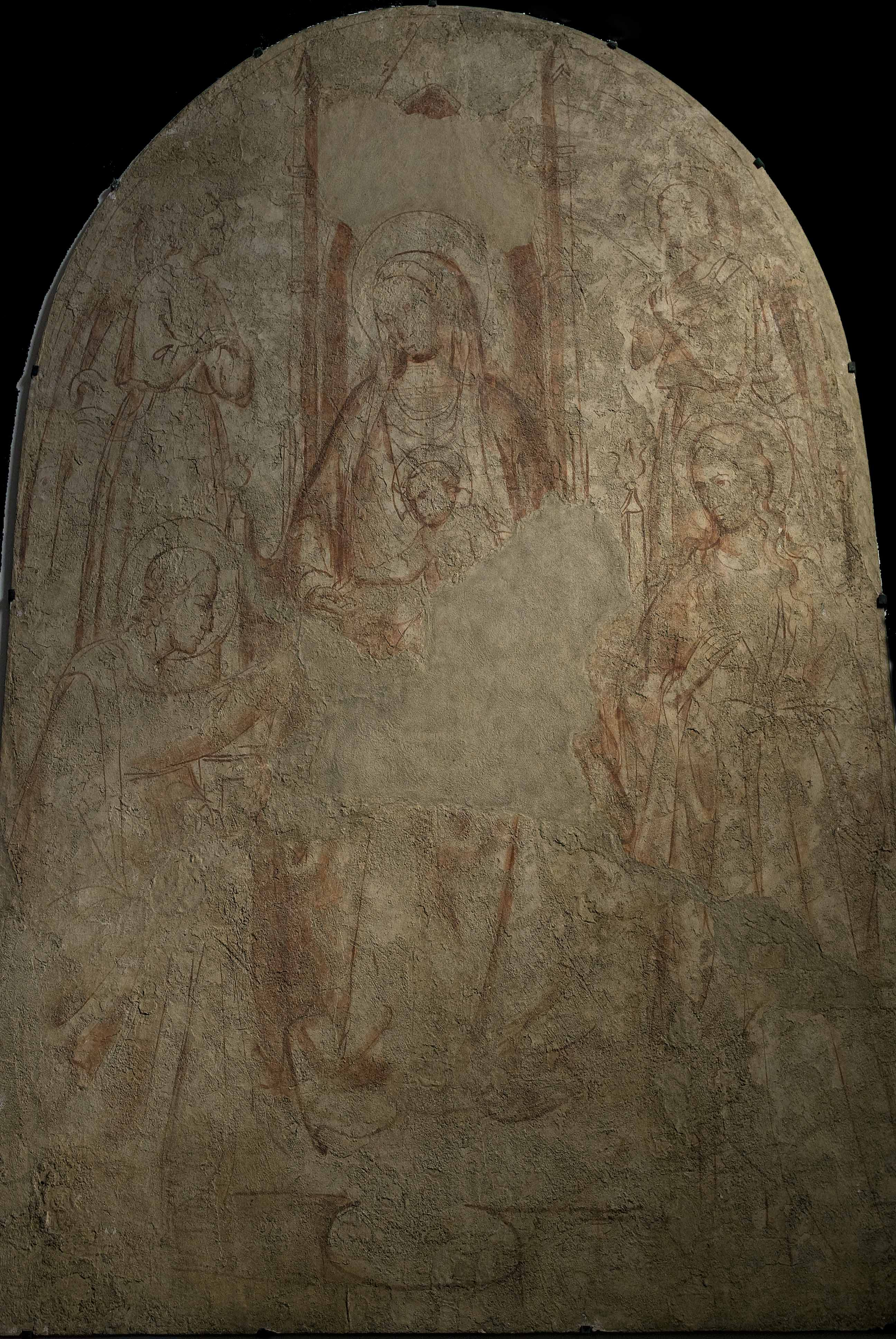
Maestro fiorentino, Sposalizio mistico di Santa Caterina, Santa Maria Maddalena e due angeli, sinopia
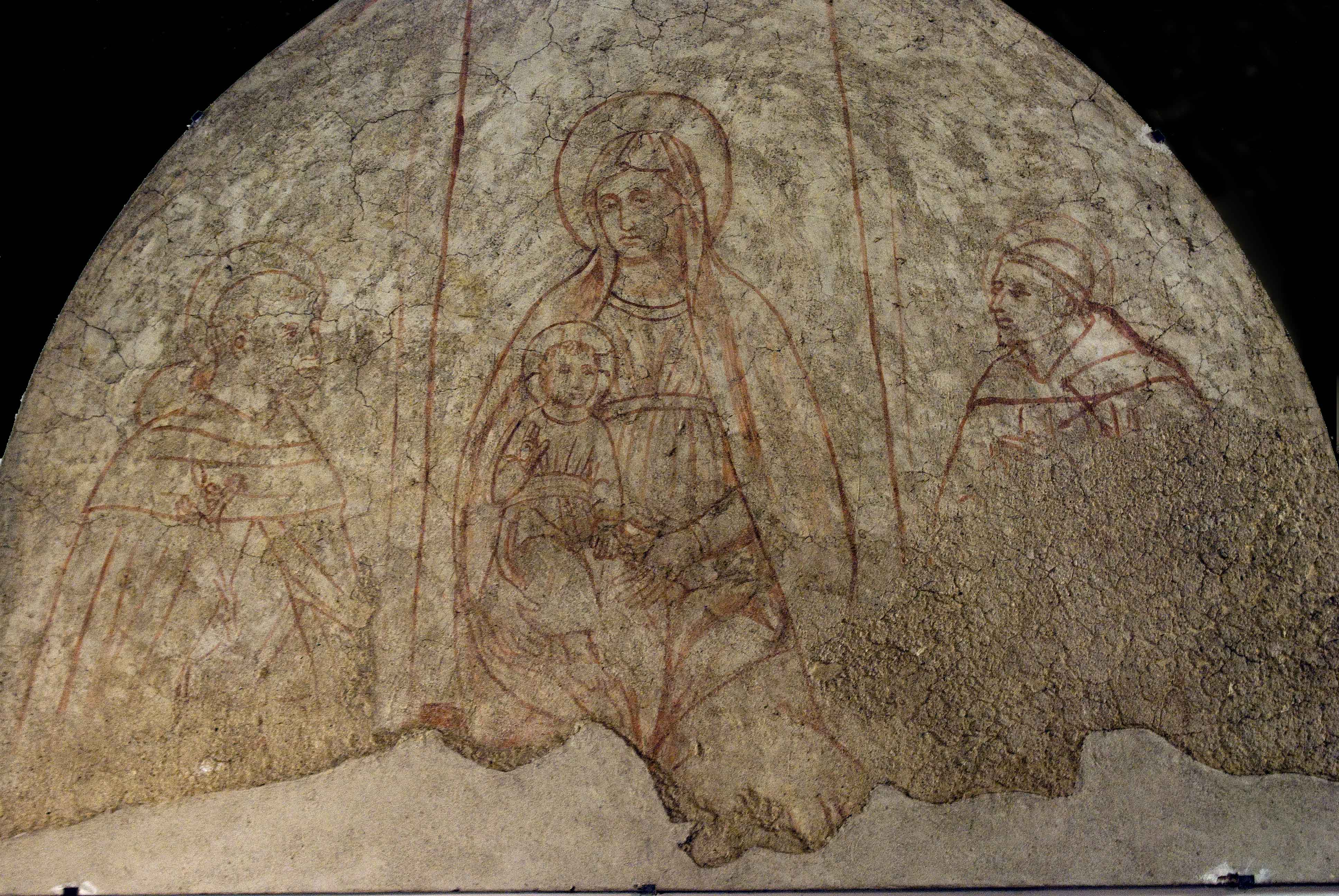
Paolo Schiavo, Madonna col bambino, San Francesco e San Domenico , sinopia
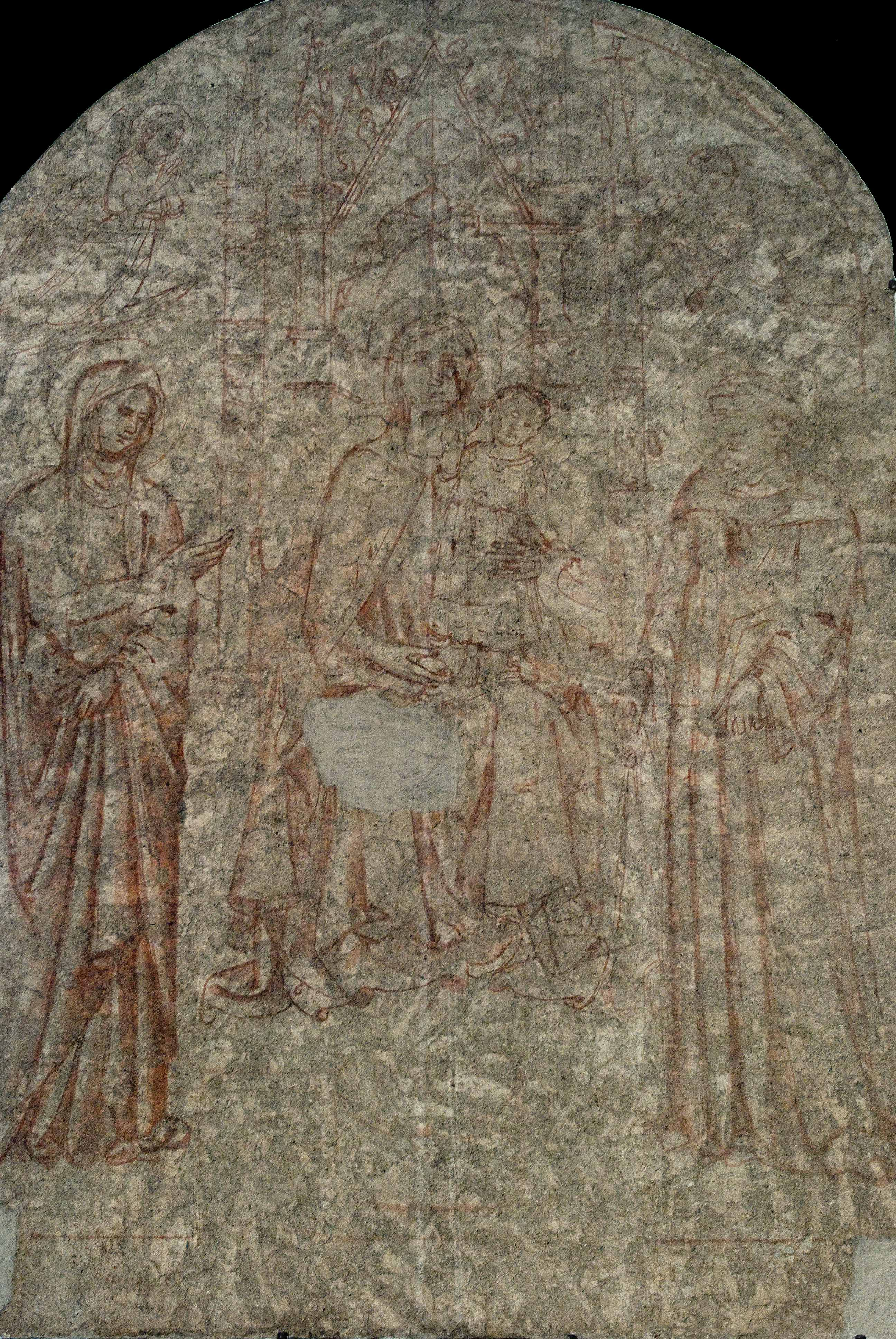
Maestro della Crocifissione Grigg, Madonna col Bambino, Sant'Anna e San Leonardo, sinopia